# Samoobsługa

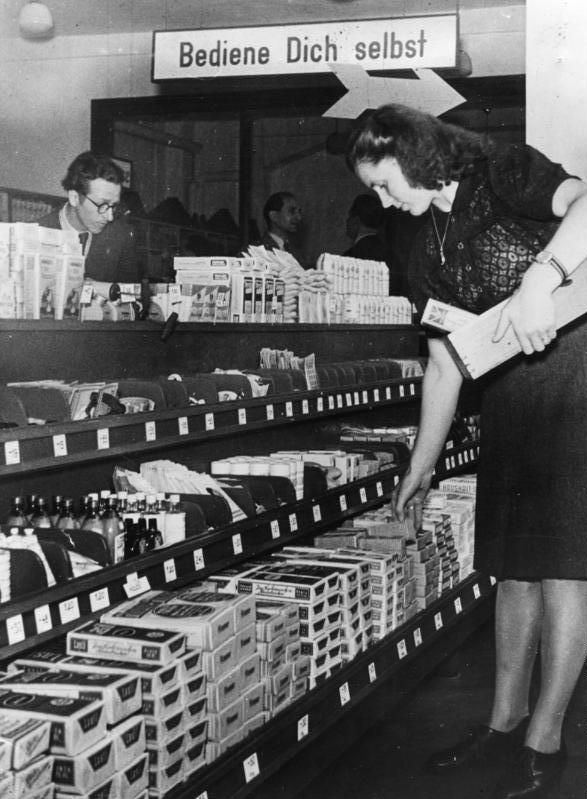
Jeden z pierwszych sklepów samoobsługowych w Niemczech (1949); napis u góry (Bediene Dich selbst) oznacza „obsłuż się sam”

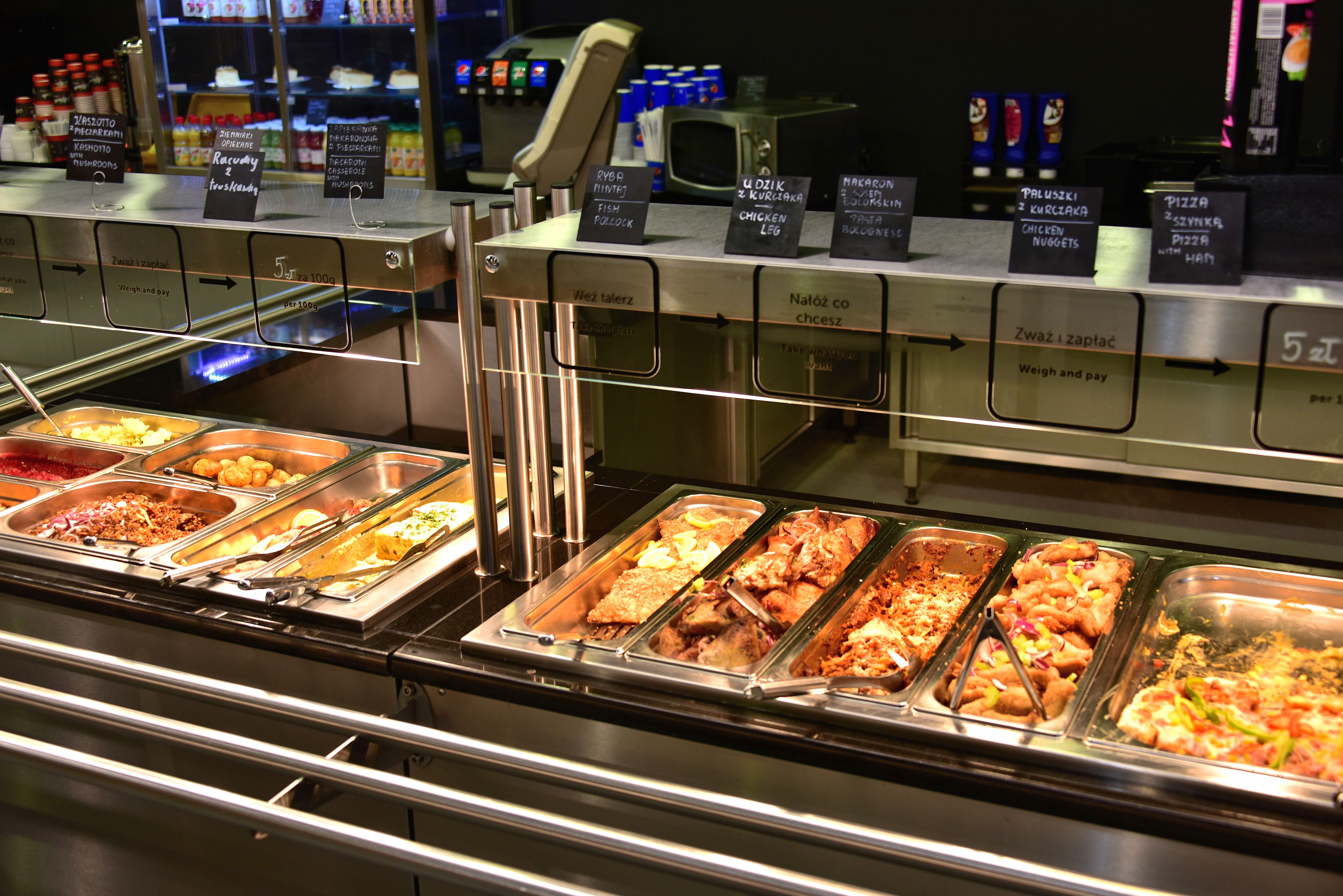
Bar samoobsługowy w Warszawie

Samoobsługa – system sprzedaży stosowany w niektórych sklepach, a także na niektórych stacjach benzynowych i placówkach gastronomicznych (głównie w barach), polegający na przeniesieniu na klienta części czynności związanych z wyborem i transportem wybranego produktu.

## Opis
W sklepach samoobsługowych klienci, zazwyczaj zaopatrzeni w specjalny koszyk lub wózek sklepowy, mają bezpośredni dostęp do półek z wystawionymi na sprzedaż towarami, sami je wybierają i przenoszą w koszykach (lub podwożą w wózkach) do kasy, w której uiszczają należność, sami też potem je pakują w torby na zakupy.
Na samoobsługowych stacjach benzynowych klienci samodzielnie otwierają wlew paliwa w swoim samochodzie i samodzielnie wlewają taką ilość paliwa, jaką potrzebują, a potem podchodzą (lub podjeżdżają) do stanowiska kasowego, gdzie dokonują zapłaty za pobrane z dystrybutora paliwo.
W barach samoobsługowych (np. serwujących fast food) rola klienta najczęściej sprowadza się do przyniesienia zamówionej porcji posiłku (niekiedy porcje te są już zawczasu przygotowane i klient wybiera potrawę, która wyłożona jest już na talerz, np. porcję sałatki) i odniesieniu po skończonym posiłku użytych naczyń w specjalnie przygotowane miejsce (niekiedy, jeśli stosowane są naczynia jednorazowego użytku, klient po wykorzystaniu wyrzuca je do przeznaczonego do tego celu kosza na odpadki).
Pierwsze sklepy samoobsługowe pojawiły się w USA w latach 30. XX wieku (wózek sklepowy wynaleziony został w 1937), a w Europie bezpośrednio po II wojnie światowej. W Polsce pierwsze sklepy samoobsługowe zaczęto otwierać w drugiej połowie lat 50. XX wieku. Były to najpierw obiekty branży spożywczej, później ten system handlu wprowadzany był także w innych branżach, m.in. w wielobranżowych domach towarowych. Sklepy samoobsługowe w czasach Polskiej Rzeczypospolitej Ludowej określano często trzyliterowym skrótem „SAM”, który do dzisiejszych czasów przetrwał w nazwach niektórych obiektów.